# La Fiancée polonaise
Pour plus de détails, voir Fiche technique et Distribution.
La Fiancée polonaise (De poolse bruid) est un film néerlandais réalisé par Karim Traïdia, sorti en 1998.
Le film a été sélectionné à la Semaine Internationale de la Critique au Festival de Cannes 1998 et a remporté le prix du Grand Rail d'or.

## Fiche technique
- Titre original : De poolse bruid
- Titre français : La Fiancée polonaise
- Réalisation : Karim Traïdia
- Scénario : Kees van der Hulst
- Directeur artistique : Anne Winterink
- Costumes : Monica Petit et Daniëlle van Eck
- Maquillage : Lida van Straten
- Photographie : Jacques Laureys
- Montage : Chris Teerink
- Musique : Fons Merkies
- Production : 
  - Producteur : Marc Bary, Jeroen Beker, Ilana Netiv, Frans van Gestel
- Société(s) de production : IJswater Films, Motel Films
- Société(s) de distribution : (France) Connaissance du Cinéma
- Pays d'origine :  Pays-Bas
- Année : 1998
- Langue originale : néerlandais, allemand, polonais
- Format : couleur – 35 mm – 1,85:1 – Dolby Digital
- Genre : drame, romance
- Durée : 89 minutes
- Dates de sortie : 
  -  États-Unis : octobre 1998 (Chicago International Film Festival)
  -  France : 14 avril 1999

## Distribution
- Jaap Spijkers : Henk Woldring
- Monic Hendrickx : Anna Krzyzanowska
- Rudi Falkenhagen : Pimp
- Roef Ragas : Son
- Hakim Traidia : Mailman
- Soraya Traïdia : Krysztyna